# Adam Rich
Adam Rich (* 12. Oktober 1968 in Brooklyn, New York; † 7. Januar 2023 in Los Angeles, Kalifornien) war ein US-amerikanischer Schauspieler und Kinderdarsteller.

## Leben
Rich wurde in Bensonhurst im New Yorker Stadtteil Brooklyn als Sohn jüdischer Eltern geboren: Francine Steinberg und Robert „Bob“ Rich. Er hatte einen jüngeren Bruder namens Wayne.
Im Alter von sechs Monaten zog er mit seinen Eltern nach Granada Hills, wo er aufwuchs und die Chatsworth High School besuchte. Er lernte Schauspiel bei dem ehemaligen Schauspiellehrer Bob Carelli, der bereits Kevin Spacey, Val Kilmer, Mare Winningham und andere erfolgreiche Absolventen der Schule unterrichtet hatte. 1986, im Alter von 17 Jahren, brach Rich seine Schulausbildung jedoch ab.
Richs Abwärtsspirale in die Drogensucht und den Alkoholismus begann 1979 im Alter von elf Jahren. Die Schauspielerin Connie Needham, die seine Schwester Elizabeth spielte, erinnert sich, dass er mit etwa vierzehn Jahren an einem Fernsehnetzwerk-Treffen teilnahm und „mit einem Wodka und einer Limonade herumlief“. Ebenfalls mit vierzehn Jahren, im Jahr 1982, versuchte er zum ersten Mal Marihuana zu rauchen und wurde 1983 wegen Marihuanabesitzes verhaftet. 1989 war er dem Tod nahe, als er eine Überdosis Valium einnahm. 1991 wurde er wegen Einbruchs in eine Apotheke verhaftet und angeklagt (die Kaution hinterlegte Dick Van Patten, sein Fernsehvater aus Eight Is Enough); laut Berichten schlug er mit einem Reifeneisen ein Fenster ein, um Morphium zu stehlen. Wenige Minuten zuvor hatte er in der Notaufnahme des Humana Hospitals um Schmerzmittel gebeten, um die Schmerzen in seiner rechten Schulter zu betäuben – die Bitte wurde abgelehnt. Rich sagte hierzu in einem Interview: 

“Ich lehnte mich gegen eine Wand und schlug mir selbst die Schulter aus, um eine Morphiuminfusion und Rezepte für ein paar Wochen zu bekommen. Ich habe das etwa 12 Mal gemacht, und danach konnte mein Arm nicht mehr in der Gelenkpfanne bleiben.”

„Tom Gliatto, Wayne Edwards, Doris Bacon“

Die Folge war eine Schulteroperation. Kurze Zeit nach dem Einbruch wurde er erneut verhaftet, dieses Mal wegen Ladendiebstahls. Im Jahr 2003 wurde er wegen Fahrens unter Alkoholeinfluss angeklagt, nachdem er am 18. Dezember 2002 auf einem gesperrten Abschnitt der I-10 in Los Angeles beinahe ein Polizeiauto gerammt hätte. Er versuchte mehrmals, sich zu rehabilitieren und ließ sich im Betty Ford Center in Rancho Mirage behandeln: 1989 wegen Kokainmissbrauchs und erneut 1991. Außerdem lebte er zeitweise in einer Wohngruppe in Santa Monica.
Adam Rich – der nie verheiratet war und zum Ende hin unter Depressionen litt – starb an einer bestätigten Überdosis Fentanyl in seinem Haus in Brentwood Heights; er wurde 54 Jahre alt. Sein Sprecher Danny Deraney verlautbarte nach seinem Tod: „Kurz vor seinem Tod schrieb er an einer Serie, die auf seinen Lebenserfahrungen basierte.“

## Karriere
Das Handwerk der Schauspielerei erlernte er in Florida, wo seine Eltern für kurze Zeit lebten. Seine erste Rolle vor der Kamera hatte er 1976 in einer Folge der Fernsehserie Der Sechs-Millionen-Dollar-Mann. Als er sieben Jahre alt war, wurde er bereits für mehr als fünfundzwanzig Werbespots engagiert, darunter für McDonald’s, Pillsbury, Chevrolet, Betty Crocker Snackin’ Cake (1977) und Nabisco’s Wheatsworth Crackers (1982).
Im Alter von acht Jahren wurde er für die Fernsehserie Eight Is Enough entdeckt und übernahm die Rolle von Nicholas, der jüngste Sohn der Familie Bradford. Er spielte die Rolle fünf Staffeln lang zwischen 1977 und 1981 und noch einmal 1989 in dem Fernsehfilm An Eight Is Enough Wedding. Aufgrund seines Pagenschnitts wurde er als „Amerikas kleiner Bruder“ bekannt und der Name Nicholas gewann zu dieser Zeit an Beliebtheit.
Nach seiner Rolle in Eight is Enough im Jahr 1981 spielte er in Irwin Allens Fernsehserien Code Red auf ABC und Ein Herz und eine Kanone auf CBS; zudem hatte er Gastauftritte in Serien wie Love Boat, CHiPs und Baywatch – Die Rettungsschwimmer von Malibu. Er war auch als Synchronsprecher tätig und sprach 1983 beispielsweise den Zauberer Presto in der Zeichentrickserie Im Land der fantastischen Drachen.
1996 nahm die Zeitschrift Might Rich in eine Liste toter Berühmtheiten (engl. dead celebrities) auf, die von anderen Medien übernommen wurde. Am Ende stellte sich der Artikel als eine fingierte Falschmeldung (engl. hoax) heraus, da sich Rich zu dieser Zeit bester Gesundheit erfreute.
Zuletzt spielte sich Adam Rich 2003 in Dickie Roberts: Kinderstar selbst und hatte im selben Jahr einen Gastauftritt in der Rolle des „Crocodile Dundee“ in Reel Comedy.
Im deutschen Sprachraum wurde Rich unter anderem von Andreas Hosang synchronisiert.

## Auszeichnungen
Rich wurde insgesamt fünfmal für den Young Artist Award nominiert und gewann ihn dreimal:
- 1980: „Best Juvenile Actor in a TV Series or Special“ für Eight is Enough
- 1981: „Best Young Actor in a Television Series“ für Eight is Enough
- 1981: Nominierung in der Kategorie „Best Young Comedian“ für Eight is Enough
- 1983: Nominierung in der Kategorie „Best Young Actor in a Drama Series“ für Code Red
- 1983: „Best Young Actor in a Television Special“ für die Folge The Zertigo Diamond Caper des CBS Children’s Mystery Theatre

## Filmografie (Auswahl)
- 1976: Der Sechs-Millionen-Dollar-Mann (Fernsehserie)
- 1977: Stadt der Gewalt (Fernsehfilm)
- 1977–1981: Eight Is Enough (Fernsehserie)
- 1978–1982: Fantasy Island (Fernsehserie)
- 1979: Love Boat (Fernsehserie)
- 1979: Tukiki and His Search for a Merry Christmas (Fernsehfilm)
- 1979–1982: CHiPs (Fernsehserie)
- 1980: 3-2-1 Contact (Fernsehserie)
- 1981: Zum Teufel mit Max
- 1981–1982: Code Red (Fernsehserie)
- 1982: CBS Children’s Mystery Theatre (Fernsehserie)
- 1983: Ein Herz und eine Kanone (Fernsehserie)
- 1983–1985: Im Land der fantastischen Drachen (Fernsehserie)
- 1986: Chefarzt Dr. Westphall (Fernsehserie)
- 1986: Silver Spoons (Fernsehserie)
- 1986: Drug Free Kids: A Parents’ Guide (Video)
- 1986–1988: Vicki (Fernsehserie)
- 1987: Eine super Familie (Fernsehfilm)
- 1989: An Eight Is Enough Wedding (Fernsehfilm)
- 1993: Baywatch – Die Rettungsschwimmer von Malibu (Fernsehserie)
- 1996: Goosebumps Audiobook – Deep Trouble (Video)
- 2003: Dickie Roberts: Kinderstar
- 2003: Reel Comedy (Fernsehserie)